# Amok (Roman)
Amok (im Original: Rage) ist ein Roman des US-amerikanischen Autors Stephen King, der als erster Roman unter dem Pseudonym des Schriftstellers „Richard Bachman“ herausgegeben wurde. Veröffentlicht wurde es durch den NAL-Verlag im Jahre 1977. Die deutsche Übersetzung von Joachim Honnef veröffentlichte der Heyne Verlag erst im Jahr 1988.

## Inhalt
Der Roman handelt von dem 17-jährigen Schüler Charlie Decker, der seinen Chemie- und Physiklehrer John Carlson beinahe mit einem Schraubenschlüssel erschlagen hatte. Während des Unterrichts wird Charlie zum Rektor Thomas Denver gerufen, der den Schüler vom Unterricht ausschließt. Statt die Schule zu verlassen, geht Charlie zu seinem Spind und holt eine Pistole sowie Munition. Mit zwei gezielten Schüssen erschießt Charlie die Algebra-Lehrerin Mrs. Underwood und nimmt die Schüler der Klasse als Geiseln. Die Klasse selbst entwickelt sich infolge dieser Geiselnahme zu einer Art Therapie-Gruppe. Charlie verwickelt die Klasse in ein zwischenmenschliches Katz-und-Maus-Spiel; beispielsweise wird die Mutter des Klassenschwarms als Alkoholikerin entlarvt. Nachdem Charlie auch den Geschichtslehrer Vance erschossen hat, beendet er die Geiselnahme und ergibt sich der Polizei, die ihn wegen Geisteskrankheit in ein Hospital einliefert.

## Wirkung
Mehrfach wurden in der öffentlichen Berichterstattung Amokläufe an US-amerikanischen Schulen mit dem Roman in Verbindung gebracht. So soll zum Beispiel Barry Loukaitis, der im Februar 1996 an der Frontier Middle School zwei Mitschüler erschoss, von dem Roman inspiriert worden sein. Michael Carneal, der im Dezember 1997 an der Heath High School in West Paducah, Kentucky, drei Mitschüler erschossen hatte, soll zum Zeitpunkt der Tat eine Taschenbuch-Version des Romans in seinem Spind aufbewahrt haben. In der Folge dieser Amokläufe ließ King in Absprache mit seinem Verlag keine neuen Auflagen des Romans mehr drucken. Über diese Entscheidung äußerte er sich ausführlich in einer Rede auf der Vermont Library Conference 1999 sowie in seinem 2013 veröffentlichten Essay "Guns". Auch die deutsche Ausgabe des Romans ist  vergriffen.